# هانایا یوهی

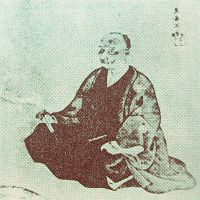
نگاره‌ای از هانایا یوهی، مبتکر سوشی نوین

هانایا یوهی (華屋与兵衛 Hanaya Yohei; ۱۷۹۹–۱۸۵۸) در اواخر دوره ادو مبتکر و پدیدآورنده شیوه‌ای در درست کردن سوشی بود که امروزه به نام نیگیری‌زوشی شناخته می‌شود. او والدین خود را در کودکی در اثر ابتلا به بیماری واگیر از دست داد. در ادو و در محلهٔ ریوگوکو اقامت داشت. پس از سالیان زیاد کار دشوار توانست غذاخوری خود را به نام یوهی سوشی در این محله افتتاح کند. از وی به عنوان مبتکر سوشی کنونی یاد می‌شود. در هنگام اصلاحات تمپو و به اجرای در آمدن قانون تعدیل هزینه در ژاپن (قانون منع کالاهای لوکس) مدتی همراه با دیگر دست‌اندکاران صنعت سوشی به زندان افتاد. در داستانی که زندگی از او در دوره میجی نوشته شده‌است، علت به زندان افتادن او بکار بردن ماهی آناگو در سوشی ذکر شده‌است. 
رستوران یوهی سوشی تا سال ۱۹۳۳میلادی توسط نسل‌های بعدی خانوادهٔ وی در همان محل اداره می‌شد و دایر بود.